# OVER SOUL MATRIX
『OVER SOUL MATRIX』（オーバー・ソウル・マトリックス）は、日本のミュージシャンである氷室京介の4作目のライブ・ビデオ。1991年11月27日にVHSとLDで発売され、2009年3月18日には、DVD仕様で再発売された。

## 解説
- 氷室京介が1991年に行ったライブ・ツアー「"OVER SOUL MATRIX TOUR 1991」から、1991年8月22日、23日の横浜アリーナでのライブ映像が収録されている[2]。

## 収録曲
1. WILD AT NIGHT
  - 作詞: 松井五郎 / 作曲：氷室京介、友森昭一 / 編曲: 西平彰、SP≒EED
2. PSYCHIC BABY
  - 作詞: 松井五郎 / 作曲：氷室京介、友森昭一 / 編曲: 西平彰、SP≒EED
3. BLACK-LIST
  - 作詞: 松井五郎 / 作曲：氷室京介 / 編曲: 西平彰、SP≒EED
4. CRIME OF LOVE
  - 作詞・作曲:氷室京介 / 編曲：西平彰、SP≒EED
5. LOVER' S DAY
  - 作詞・作曲:氷室京介 / 編曲：氷室京介、西平彰
6. COOL
  - 作詞：松井五郎 / 作曲：氷室京介 / 編曲：氷室京介、佐久間正英
7. SEX & CLASH & ROCK'N'ROLL
  - 作詞：氷室京介、松井五郎 / 作曲：氷室京介 / 編曲：吉田建、氷室京介
8. MAXIMUM 100の憂鬱
  - 作詞：松井五郎 / 作曲：氷室京介 / 編曲: 氷室京介、西平彰
9. CABARET IN THE HEAVEN
  - 作詞: 松井五郎 / 作曲：氷室京介 / 編曲: 西平彰、SP≒EED
10. SUMMER GAME
  - 作詞・作曲：氷室京介 / 編曲：氷室京介、佐久間正英
11. JEALOUSYを眠らせて
  - 作詞：松井五郎、氷室京介 / 作曲：氷室京介 / 編曲：氷室京介、西平彰
12. MOON
  - 作詞: 松井五郎 / 作曲：氷室京介 / 編曲: 西平彰、SP≒EED
13. ANGEL
  - 作詞・作曲：氷室京介 / 編曲：吉田建、氷室京介

## 参加ミュージシャン
- 氷室京介 - ボーカル

- SP≒EED
  - 西平彰 - キーボード
  - 香川誠 - ギター
  - 西山史晃 - ベース
  - 永井利光 - ドラムス